# Gerard Schurmann
Gerard Schurmann (* 19. Januar 1924 in Java als Gerbrand Schürmann; † 24. März 2020 in Hollywood Hills, Kalifornien) war ein britischer Komponist und Dirigent niederländischer Herkunft. Er schuf mehrere musikalische Werke für den Konzertsaal und das britische Kino der 1950er und 1960er Jahre, darunter Kompositionen für Filme wie Die gelbe Hölle, Das schwarze Museum, Konga, Zwischenfall im Atlantik oder Sturm auf die eiserne Küste.

## Leben und Werk
Schurmann wurde 1924 im Bezirk Kertosono in Ost-Java während der niederländischen Kolonialzeit im heutigen Indonesien als Gerbrand Schürmann geboren. Seine Eltern waren niederländische Grundbesitzer. Schurmann zeigte bereits früh musikalische Begabung. Als Teenager zog er nach England und studierte Musikkomposition bei dem bekannten Komponisten Alan Rawsthorne, darüber hinaus ließ er sich von Kathleen Long am Klavier und von Franco Ferrara am Dirigat ausbilden. Der Einfachheit halber begann Schurmann in England seinen Namen ohne Umlaut zu buchstabieren. Er diente während des Zweiten Weltkriegs in der Royal Air Force und begann anschließend eine Karriere als Konzertpianist, wo er den Job eines Kulturattachés bei der niederländischen Botschaft in London übernahm. Eine Zeit lang war Schurmann Dirigent des Orchesters von Radio Netherlands in Hilversum, kehrte aber entschlossen nach England zurück, um sich ganz der Komposition zu widmen. 
Neben Werken für den Konzertsaal begann Schurmann Ende der 1940er Jahre auch erste Partituren für den Film zu schreiben, erst für das niederländische Kino, dann seit Mitte der 1950er Jahre komponierte Gerard Schurmann Musik verstärkt auch für die britische Leinwand. Regisseur Charles Frend engagierte ihn 1956 für sein Filmdrama Der lange Arm mit Jack Hawkins in der Hauptrolle. 1957 folgte der Thriller Versuchsmaschine CB 5 von Regisseur Charles Crichton erneut mit Jack Hawkins sowie Elizabeth Sellars und Walter Fitzgerald in weiteren Hauptrollen. Val Guest verpflichtete ihn 1958 für das Actiondrama Die gelbe Hölle. In den nachfolgenden Jahren entstanden noch mehrere Dramen und Horrorfilme für Regisseure wie André De Toth und Arthur Crabtree. Unter anderem Der Spion mit den 2 Gesichtern und Das schwarze Museum.
In den 1960er Jahren arbeitete er an Filmen wie Zone des Schweigens, John Lemonts Konga, Laurence Harveys Regiedebüt Frühstück in der Todeszelle, James Neilsons Abenteuerfilm Dr. Syn - Das Narbengesicht, dem Kriegsdrama Zwischenfall im Atlantik mit Richard Widmark und Sidney Poitier, Bestien lauern vor Caracas oder Sturm auf die eiserne Küste mit Schauspieler Lloyd Bridges. In den nachfolgenden Jahrzehnten nahm er Filmaufträge nur noch sporadisch wahr. 
Am 24. März 2020 verstarb Schurmann, der seit 1981 in den USA gelebt hatte, im Alter von 96 Jahren in Hollywood Hills, Kalifornien.

## Konzertwerke (Auswahl)
- Concerto für Orchester, Violin Concerto
- Sechs Studien über Francis Bacon, Variationen für Kleines Orchester
- Musik für Violine und Piano
- Kammermusik, Vol. 2
- Kammermusik, Vol. 3
- Kammer- und Instrumentalmusik und Songs, Vol. 4

## Filmografie (Auswahl)
- 1948: Niet tevergeefs
- 1948: But Not in Vain
- 1956: Der lange Arm (The Long Arm)
- 1957: Versuchsmaschine CB 5 (The Man in the Sky)
- 1958: Die gelbe Hölle (The Camp on Blood Island)
- 1958: Der Spion mit den 2 Gesichtern (The Two-Headed Spy)
- 1959: Das schwarze Museum (Horrors of the Black Museum)
- 1960: Zone des Schweigens (Trouble in the Sky)
- 1961: Konga
- 1963: Frühstück in der Todeszelle (The Ceremony)
- 1963: Dr. Syn - Das Narbengesicht (Dr. Syn, Alias the Scarecrow)
- 1965: Zwischenfall im Atlantik (The Bedford Incident)
- 1968: Bestien lauern vor Caracas (The Lost Continent)
- 1968: Sturm auf die eiserne Küste (Attack on the Iron Coast)
- 1984: Claretta
- 1997: The Gambler